# 東西橋 (富山県)
東西橋（とうざいばし）は、富山県富山市の白岩川に架かる富山県道160号水橋停車場線の桁橋である。

## 概要
- 左岸：富山県富山市水橋立山町
- 右岸：富山県富山市水橋大町
- 形式 - 連続鈑桁橋[1]
- 橋長 - 91.8 m[2]
- 幅員 - 8.7 m[2]

完成当時は両方の欄干に8灯の電飾が取り付けられていた。

## 沿革
江戸時代の白岩川は、河口付近で常願寺川と合流していて、水橋の街を二分していた。このため、この場所では舟渡により渡航されていた。
やがて新川郡水橋町の売薬業者数名が拠金を行い、舟橋を架橋する計画となったが、1868年に木橋に変更して着工。橋材は常願寺川より東側の各村神社境内のスギを用いて、1869年（明治2年）6月27日に『立山橋』という名称で竣工。幅員2間5尺、橋長は130 - 136間（約246 - 248 m）で、当時は日本国内最長級の橋梁であったと言われている。途中2箇所に馬除けが設けられ、欄干には青銅製の擬宝珠が付いていた。その後、神社の杉木を使ったことによる祟りを防ぐため、橋詰めに水神社を建設した。1892年（明治25年）に治水工事で常願寺川と白岩川の河口が分離されたことで、白岩川の川幅が半分になったため、1899年（明治32年）に長さ58間、幅3間の橋に架け替えられ、1900年（明治33年）12月に完成した。
1916年（大正5年）に立山橋の名称を常願寺川本流の上滝地区の橋の名称に譲り、東西橋に改称、1957年（昭和32年）2月5日に現在の橋に架け替える工事が着工し、同年3月末より本格的に事業着手した。6月末に橋脚パイルの打ち込みや下部作業が終わった後に工事が一時中断していた時期があったものの、その後無事完成し、同年12月14日より渡橋式が挙行された。総工費は2,600万円。